# Arvid Wittenberg
Arvid Wittenberg (německy Arvid Wirtenberg von Debern, 1606 Borgå – 7. září 1657 Zamość) byl švédský hrabě, vojenský důstojník, pozdější polní maršál a královský rada ze šlechtického rodu Wirtenbergů z Debernu, významná osobnost třicetileté války.

## Život

### Mládí
Narodil se v Johannesbergu u pobřežního města Borgå, ležícího v pozdějším Finsku, jako syn Johannese Wirtenberga von Debern a Magdaleny Schönfeld, nebo Magdaleny Johansdotter do Skinnarbacky. Rodina byla nobilizována v roce 1634 pod jménem Wittenberg, Arvid Wittenberg byl pak povýšen na hraběte v roce 1652.

### Třicetiletá válka
Vojenskou kariéru zahájil roku 1622. Po vstupu Švédského království do třicetileté války se jako plukovník zúčastnil bitvy u Nördlingenu roku 1634, po které byl zajat a propuštěn až po výměně zajatců. Zúčastnil se tažení generála Johana Banéra a vyznamenal se v bitvách u Wittstocku roku 1636 a v bitvě u Saské Kamenice roku 1639. Povýšen na generálmajora, po Banerově smrti roku 1641 zastával spolu s generály Pfuelem a Carlem Gustafem Wrangelem vrchní velení a vedl s nimi švédskou armádu k vítězství v bitvě u Wolfenbüttelu. Později sloužil pod velením generála Lennarta Torstensona, doprovázel ho během všech jeho tažení a přispěl jako velitel pravého švédského křídla k vítězstvím v druhé bitvě u Breitenfeldu a bitvě u Jankova roku 1645. Poté, co Torstenson opustil armádu, velel Wittenberg, dokud ho nepřevzal Carl Gustaf Wrangel. Wittenberg pak zůstal až do konce války ve Slezsku a Čechách. Poté, co generál Königsmarck při obléhání Prahy roku 1648, Wittenberg mu přispěchal na pomoc, přesto obléhání nebylo úspěšné. Poté dobyl Tábor a další města, kde získal bohatou válečnou kořist.

### Meziválečné období
Po vyhlášení Vestfálského míru, který třicetiletou válku ukončil, byl velitelem královské rady a generálem dělostřelectva a získal si přízeň královny Kristiny. V roce 1651 byl povýšen do baronského stavz s lénem na panství Loimijoki, téhož roku byl jmenován členem královsk válečné rady. V roce 1652 mu bylo darováno hrabství Nyborg. Vlastnil značné jmění a opakovaně půjčoval vysoké částky královskému dvoru. Braniborskému kurfiřtovi půjčil 30 000 říšských dinárů proti zástavě hrabství Belgard v Pomořansku. Když v polovině 17. století dosáhla lenní politika svého vrcholu, stal se Wittenberg také největším držitelem léna ve farnosti Nagu, kde vlastnil na 35 usedlostí, což v roce 1655 odpovídalo 20 % produkční půdy ve farnosti.

### Válka v Polsku
Když švédský král Karl X. Gustav připravoval svou polskou válku, byl Wittenberg v roce 1655 jmenován polním maršálem a guvernérem Pomořanska s rozkazem vstoupit do Polska v čele armády o síle 17 000 mužů, jeho vojsko pak obklíčilo amrádou polské šlechty o síle asi 15 000–24 000 mužů a donutil je vzdát se po bitvě u Ujście 25. července 1655. Poté dobyl vojvodství Posen a Kalisz a dostal se až do středu Polska, když ho král se svou armádou dostihl. Poté vedl obléhání Krakova, který 7. října 1655 kapituloval, a donutil polského generála Koniecpolského a jeho armádu ke kapitulaci. Karl X. Gustav mu pak předal velení v dobyté Varšavě, kde byl následně obležen velkým polským vojskem krále Jana II. Kazimíra a po statečné obraně nakonec musel 21. června 1656 kapitulovat. V rozporu s podmínkami kapitulace byl zajat do pevnosti Zamość, kde byl držen až do své smrti.

### Úmrtí
Zemřel 7. září 1657. Jeho tělo bylo přineseno do Gdaňsku v roce 1664, pohřbeno v roce 1667 v katedrále svatého Mikuláše ve Stockholmu, poté roku 1671 přeneseno do kostela Riddarholm a nakonec spočinulo v kostele Badelunda.

### Rodina
Nejprve byl ženatý s Evou Margaretou von Langen, od roku 1642 až do její smrti v roce 1646. V roce 1648 se znovu oženil s Maximilianou Elisabeth von Schönburg.
V roce 1826 nechala Švédská akademie razit pamětní minci o Wittenbergu, ke které Frans Michael Franzén připojil „Vzpomínku“ na Wittenberga.